# Psychotria glomerulata
Psychotria glomerulata är en måreväxtart som först beskrevs av John Donnell Smith, och fick sitt nu gällande namn av Julian Alfred Steyermark. Psychotria glomerulata ingår i släktet Psychotria och familjen måreväxter. Inga underarter finns listade i Catalogue of Life.